# HMS Black Prince (1861)
HMS Black Prince was een Britse ironclad van de Warriorklasse. Het schip was gepland als Invincible maar toen de kiel gelegd werd bij de scheepswerf Napier in Glasgow werd het hernoemd tot Black Prince. In 1899 werd het schip omgebouwd tot opleidingsschip gestationeerd in Queenstown, Ierland. In 1903 werd het schip hernoemd tot Emerald en in 1910 tot Impregnable III. Vanaf 1910 was het schip gestationeerd in Plymouth. In 1923 werd het schip na 61 jaar dienst verkocht om gerecycled te worden.